# Mario Ceccobelli
Mario Ceccobelli (* 14. August 1941 in Marsciano, Provinz Perugia, Italien) ist ein italienischer römisch-katholischer Geistlicher und emeritierter Bischof von Gubbio.

## Leben
Mario Ceccobelli empfing am 3. September 1966 durch den Erzbischof von Perugia, Raffaele Baratta, das Sakrament der Priesterweihe.
Am 23. Dezember 2004 ernannte ihn Papst Johannes Paul II. zum Bischof von Gubbio. Der Erzbischof von Perugia-Città della Pieve, Giuseppe Chiaretti, spendete ihm am 29. Januar 2005 die Bischofsweihe; Mitkonsekratoren waren der Bischof von Zomba, Allan Chamgwera, und der emeritierte Bischof von Gubbio, Pietro Bottaccioli. Die Amtseinführung erfolgte am 6. Februar 2005.
Papst Franziskus nahm am 29. September 2017 seinen altersbedingten Rücktritt an.